# マジLOVEレボリューションズ
「マジLOVEレボリューションズ」（マジラヴレボリューションズ）は、2015年4月8日にキングレコードから発売されたST☆RISHの3枚目のシングル。

## 概要
テレビアニメ『うたの☆プリンスさまっ♪ マジLOVEレボリューションズ』のメインテーマ。表題曲は番組エンディングテーマとして使用される。
ディスクジャケットには、森光恵による書き下ろしのST☆RISH（一十木音也、聖川真斗、四ノ宮那月、一ノ瀬トキヤ、神宮寺レン、来栖翔、愛島セシル）のイラストが描かれている。
他の『うたの☆プリンスさまっ♪』関連のCD作品はブロッコリーからのリリースであるが、アニメシリーズのST☆RISH、QUARTET★NIGHT、HE★VENS名義シングルのみキングレコードからの発売である。

## チャート成績
4月7日付のオリコンデイリーランキングでは5位にランクイン。翌8日付では首位に浮上し、11日付まで首位を守った。4月20日付のオリコン週間ランキングでは初動3.2万枚を売り上げ週間3位にランクインした。
サウンドスキャンの週間ランキングでは初の1位を獲得した。また、ビルボードのHOT 100およびHot Animationにおいても初の1位を獲得。キャラクターによるビルボードの首位は、放課後ティータイムの『GO! GO! MANIAC』が2010年5月10日付のHOT 100で記録して以来、5年ぶりの記録となった。

## 収録曲
1. マジLOVEレボリューションズ
作詞・作曲：上松範康、編曲：岩橋星実
2. サンキュ
作詞：上松範康、作曲・編曲：藤田淳平
3. マジLOVEレボリューションズ（instrumental）
4. サンキュ（instrumental）